# Atalanta Bergamasca Calcio 1990-1991
Questa voce raccoglie le informazioni riguardanti l'Atalanta Bergamasca Calcio nelle competizioni ufficiali della stagione 1990-1991.

## Stagione
Per la stagione 1990-91, la dirigenza orobica assegnò la propria conduzione tecnica a Pierluigi Frosio. Nei primi turni di Coppa UEFA la squadra eliminò la Dinamo Zagabria (sconfitta dalla regola dei gol esterni), il Fenerbahçe (battuto in entrambe le sfide) e il Colonia. In campionato, a causa di una situazione non altrettanto florida, l'allenatore fu sostituito da Bruno Giorgi poco dopo il termine del girone di andata.
Eliminata in Europa dai connazionali dell'Inter, che avrebbe poi vinto il trofeo, la formazione bergamasca reagì sul fronte nazionale conquistando 5 vittorie consecutive tra marzo ed aprile. Una frenata nelle giornate conclusive impedì di ottenere un nuovo accesso alla competizione continentale, terminando il torneo in decima posizione.
A livello societario, va segnalata la cessione del club dalla famiglia Bortolotti all'impresario Antonio Percassi.

## Organigramma societario
Area direttiva
- Presidente: Antonio Percassi
- Presidente onorario: Achille Bortolotti
- Vice presidenti: Giuseppe Percassi e Marco Radici
- Amministratore delegato: Aldo Piceni

Area organizzativa
- Segretario generale: Giacomo Randazzo
- Accompagnatore ufficiale: Maurizio Bucarelli

Area tecnica
- Consigliere tecnico: Franco Previtali
- Direttore sportivo: Giorgio Vitali
- Allenatore: Pierluigi Frosio, dalla 19ª giornata Bruno Giorgi
- Preparatore dei portieri: Zaccaria Cometti
- Preparatore atletico: Ferretto Ferretti

Area sanitaria
- Resp. medico: Danilo Tagliabue
- Staff medico: Amedeo Amadeo e Aristide Cobelli
- Massaggiatori: Giulio Ceruti e Renzo Cividini

## Rosa
| N. |                   | Ruolo | Calciatore        |
| -- | ----------------- | ----- | ----------------- |
|    | Italia (bandiera) | P     | Alberto Agresta   |
|    | Italia (bandiera) | P     | Fabrizio Ferron   |
|    | Italia (bandiera) | P     | Mirko Guerrieri   |
|    | Italia (bandiera) | P     | Davide Pinato     |
|    | Italia (bandiera) | D     | Tebaldo Bigliardi |
|    | Italia (bandiera) | D     | Roberto Bordin    |
|    | Italia (bandiera) | D     | Nicola Boselli    |
|    | Italia (bandiera) | D     | Renzo Contratto   |
|    | Italia (bandiera) | D     | Claudio Maretti   |
|    | Italia (bandiera) | D     | Marco Monti       |
|    | Italia (bandiera) | D     | Luigino Pasciullo |
|    | Italia (bandiera) | D     | Sergio Porrini    |
|    | Italia (bandiera) | D     | Domenico Progna   |
|    | Italia (bandiera) | C     | Walter Bonacina   |
|    | Italia (bandiera) | C     | Fabrizio Catelli  |

| N. |                      | Ruolo | Calciatore          |
| -- | -------------------- | ----- | ------------------- |
|    | Italia (bandiera)    | C     | Stefano De Angelis  |
|    | Italia (bandiera)    | C     | Tiziano De Patre    |
|    | Italia (bandiera)    | C     | Eligio Nicolini     |
|    | Italia (bandiera)    | C     | Pierluigi Orlandini |
|    | Italia (bandiera)    | C     | Ulisse Paleni       |
|    | Italia (bandiera)    | C     | Carlo Perrone       |
|    | Italia (bandiera)    | C     | Mirco Poloni        |
|    | Svezia (bandiera)    | C     | Glenn Strömberg     |
|    | Italia (bandiera)    | C     | Claudio Vertova     |
|    | Italia (bandiera)    | C     | Giovanni Bonavita   |
|    | Argentina (bandiera) | A     | Claudio Caniggia    |
|    | Brasile (bandiera)   | A     | Evair               |
|    | Italia (bandiera)    | A     | Filippo Maniero     |
|    | Italia (bandiera)    | C     | Antonio Rizzolo     |

## Risultati

### Serie A

#### Girone di andata
| Arbitro: | Coppetelli (Tivoli) |

|                               |           |  |
| Caniggia 49’ Evair 56’ (rig.) | Marcatori |  |

| Arbitro: | Fabricatore (Roma) |

|                      |           |                  |
| R. Baggio 26’ (rig.) | Marcatori | 77’ (rig.) Evair |

| Arbitro: | Stafoggia (Pesaro) |

|                          |           |                 |
| Caniggia 5’ Bonacina 45’ | Marcatori | 40’ Francescoli |

| Arbitro: | Felicani (Bologna) |

|                                   |           |              |
| Lacatus 10’, 42’ Kubik 48’ (rig.) | Marcatori | 66’ Caniggia |

| Arbitro: | Luci (Firenze) |

|           |           |                     |
| Evair 50’ | Marcatori | 90’ (rig.) Matthaus |

| Arbitro: | Pairetto (Torino) |

|                                                           |           |           |
| De Patre 26’ (aut.) Branca 45’, 71’ R. Mancini 85’ (rig.) | Marcatori | 43’ Evair |

| Lecce 28 ottobre 1990 7ª giornata | Lecce                       | 0 – 0 referto | Atalanta | Stadio Via del Mare\| Arbitro: \| Cinciripini (Ascoli Piceno) \| |
| Arbitro:                          | Cinciripini (Ascoli Piceno) |               |          |                                                                  |

| Arbitro: | Beschin (Legnago) |

|  |           |                            |
|  | Marcatori | 25’ Van Basten 76’ Massaro |

| Arbitro: | Quartuccio (Torre Annunziata) |

|                       |           |                            |
| Riedle 1’ Saurini 82’ | Marcatori | 14’ Pasciullo 41’ Nicolini |

| Arbitro: | Trentalange (Torino) |

|                  |           |  |
| Evair 38’ (rig.) | Marcatori |  |

| Arbitro: | Nicchi (Arezzo) |

|                |           |               |
| Turkyilmaz 73’ | Marcatori | 28’ Strömberg |

| Bergamo 9 dicembre 1990 12ª giornata | Atalanta                    | 0 – 0 referto | Napoli | Stadio Comunale\| Arbitro: \| Cinciripini (Ascoli Piceno) \| |
| Arbitro:                             | Cinciripini (Ascoli Piceno) |               |        |                                                              |

| Arbitro: | Longhi (Roma) |

|              |           |  |
| A. Melli 24’ | Marcatori |  |

| Arbitro: | Pairetto (Torino) |

|                        |           |                                      |
| Bordin 3’ Caniggia 25’ | Marcatori | 52’ (aut.) Bigliardi 62’ G. Giannini |

| Arbitro: | Bruni (Arezzo) |

|                                              |           |  |
| Nicolini 19’ (rig.) Caniggia 20’ Perrone 23’ | Marcatori |  |

| Arbitro: | Guidi (Bologna) |

|                          |           |  |
| Onorati 22’ Skuhravy 32’ | Marcatori |  |

| Arbitro: | Nicchi (Arezzo) |

|  |           |               |
|  | Marcatori | 61’ Bresciani |

#### Girone di ritorno
| Arbitro: | Cornieti (Forlì) |

|                                                         |           |              |
| A. Colombo 25’, 67’ João Paulo 29’ (rig.) Maiellaro 52’ | Marcatori | 78’ Bonavita |

| Bergamo 3 febbraio 1991 19ª giornata | Atalanta         | 0 – 0 referto | Juventus | Stadio Comunale\| Arbitro: \| D'Elia (Salerno) \| |
| Arbitro:                             | D'Elia (Salerno) |               |          |                                                   |

| Arbitro: | Beschin (Legnago) |

|              |           |              |
| Matteoli 53’ | Marcatori | 23’ Caniggia |

| Arbitro: | Longhi (Roma) |

|                       |           |                       |
| Evair 45’ Perrone 89’ | Marcatori | 63’ (rig.) M. Orlando |

| Arbitro: | Cornieti (Forlì) |

|                                  |           |               |
| Stringara 42’ Klinsmann 55’, 81’ | Marcatori | 24’ Strömberg |

| Arbitro: | F. Baldas (Trieste) |

|              |           |             |
| Caniggia 78’ | Marcatori | 16’ Katanek |

| Arbitro: | Amendolia (Messina) |

|                          |           |                   |
| Caniggia 22’ Perrone 47’ | Marcatori | 37’ (rig.) Virdis |

| Arbitro: | Luci (Firenze) |

|  |           |           |
|  | Marcatori | 50’ Evair |

| Arbitro: | Stafoggia (Pesaro) |

|                                                               |           |            |
| Bonacina 27’ Evair 32’ (rig.) Perrone 81’ Caniggia 86’ (rig.) | Marcatori | 44’ Riedle |

| Arbitro: | Sguizzato (Verona) |

|  |           |                          |
|  | Marcatori | 65’ Perrone 89’ Caniggia |

| Arbitro: | Fucci (Salerno) |

|                                         |           |  |
| Pasciullo 5’, 41’ Perrone 39’ Evair 89’ | Marcatori |  |

| Arbitro: | Guidi (Bologna) |

|                        |           |  |
| Silenzi 24’ Renica 37’ | Marcatori |  |

| Bergamo 21 aprile 1991 30ª giornata | Atalanta        | 0 – 0 referto | Parma | Stadio Comunale\| Arbitro: \| Cesari (Genova) \| |
| Arbitro:                            | Cesari (Genova) |               |       |                                                  |

| Arbitro: | Trentalange (Torino) |

|                                    |           |             |
| Bonacina 60’ (aut.) Rizzitelli 90’ | Marcatori | 42’ Catelli |

| Arbitro: | Boemo (Cervignano del Friuli) |

|  |           |                  |
|  | Marcatori | 54’ (rig.) Evair |

| Bergamo 19 maggio 1991 33ª giornata | Atalanta      | 0 – 0 referto | Genoa | Stadio Comunale\| Arbitro: \| Longhi (Roma) \| |
| Arbitro:                            | Longhi (Roma) |               |       |                                                |

| Torino 26 maggio 1991 34ª giornata | Torino              | 0 – 0 referto | Atalanta | Stadio delle Alpi\| Arbitro: \| Ceccarini (Livorno) \| |
| Arbitro:                           | Ceccarini (Livorno) |               |          |                                                        |

### Coppa Italia

#### Secondo Turno
| Arbitro: | Guidi (Bologna) |

|                       |           |  |
| Evair 46’, 81’ (rig.) | Marcatori |  |

| Arbitro: | Cornieti (Forlì) |

|              |           |  |
| Fioretti 74’ | Marcatori |  |

#### Ottavi di finale
| Arbitro: | Scaramuzza (Mestre) |

|             |           |  |
| Maniero 18’ | Marcatori |  |

| Arbitro: | Amendolia (Messina) |

|                                 |           |  |
| João Paulo 48’, 51’ Laureri 82’ | Marcatori |  |

### Coppa UEFA
| Bergamo 19 settembre 1990 Trentaduesimi di finale - Andata | Atalanta  | 0 – 0 | Dinamo Zagabria | Stadio Atleti Azzurri d'Italia\| Arbitro: \| Mikkelsen \| |
| Arbitro:                                                   | Mikkelsen |       |                 |                                                           |

| Arbitro: | Kirschen |

|           |           |                  |
| Boban 54’ | Marcatori | 61’ (rig.) Evair |

| Arbitro: | Röthlisberger |

|  |           |              |
|  | Marcatori | 43’ Bonacina |

| Arbitro: | Assenmacher |

|                                                |           |               |
| Evair 2’ Perrone 55’ Nicolini 57’ Bonacina 61’ | Marcatori | 90’ K. Ismail |

| Arbitro: | Goethals |

|           |           |            |
| Heldt 50’ | Marcatori | 54’ Bordin |

| Arbitro: | Quiniou |

|              |           |  |
| Nicolini 16’ | Marcatori |  |

| Bergamo 6 marzo 1991 Quarti di finale - Andata | Atalanta   | 0 – 0 | Inter | Stadio Comunale\| Arbitro: \| Forstinger \| |
| Arbitro:                                       | Forstinger |       |       |                                             |

| Arbitro: | Rosa dos Santos |

|                         |           |  |
| Serena 60’ Matthaus 63’ | Marcatori |  |

## Statistiche

### Statistiche di squadra
Statistiche aggiornate al 26 maggio 1991.
| Competizione | Punti | In casa | In casa | In casa | In casa | In casa | In casa | In trasferta | In trasferta | In trasferta | In trasferta | In trasferta | In trasferta | Totale | Totale | Totale | Totale | Totale | Totale | DR |
| Competizione | Punti | G       | V       | N       | P       | Gf      | Gs      | G            | V            | N            | P            | Gf           | Gs           | G      | V      | N      | P      | Gf     | Gs     | DR |
| ------------ | ----- | ------- | ------- | ------- | ------- | ------- | ------- | ------------ | ------------ | ------------ | ------------ | ------------ | ------------ | ------ | ------ | ------ | ------ | ------ | ------ | -- |
| Serie A      | 35    | 17      | 8       | 7       | 2       | 24      | 11      | 17           | 3            | 6            | 8            | 14           | 24           | 34     | 11     | 13     | 10     | 38     | 37     | +1 |
| Coppa Italia |       | 2       | 2       | 0       | 0       | 3       | 0       | 2            | 0            | 0            | 2            | 0            | 4            | 4      | 2      | 0      | 2      | 3      | 4      | -1 |
| Coppa UEFA   |       | 4       | 2       | 2       | 0       | 5       | 1       | 4            | 1            | 2            | 1            | 3            | 4            | 8      | 3      | 4      | 1      | 8      | 5      | +3 |

### Statistiche dei giocatori
| Giocatore    | Serie A  | Serie A | Serie A     | Serie A    | Coppa Italia | Coppa Italia | Coppa Italia | Coppa Italia | Coppa UEFA | Coppa UEFA | Coppa UEFA  | Coppa UEFA | Totale   | Totale | Totale      | Totale     |
| Giocatore    | Presenze | Reti    | Ammonizioni | Espulsioni | Presenze     | Reti         | Ammonizioni  | Espulsioni   | Presenze   | Reti       | Ammonizioni | Espulsioni | Presenze | Reti   | Ammonizioni | Espulsioni |
| ------------ | -------- | ------- | ----------- | ---------- | ------------ | ------------ | ------------ | ------------ | ---------- | ---------- | ----------- | ---------- | -------- | ------ | ----------- | ---------- |
| T. Bigliardi | 30       | 0       | ?           | ?          | 2            | 0            | ?            | ?            | 7          | 0          | ?           | ?          | 39       | 0      | ?           | ?          |
| W. Bonacina  | 30       | 2       | ?           | ?          | 3            | 0            | ?            | ?            | 6          | 2          | ?           | ?          | 39       | 4      | ?           | ?          |
| G. Bonavita  | 3        | 1       | ?           | ?          | 1            | 0            | ?            | ?            | 2          | 0          | ?           | ?          | 6        | 1      | ?           | ?          |
| R. Bordin    | 33       | 1       | ?           | ?          | 1            | 0            | ?            | ?            | 8          | 1          | ?           | ?          | 42       | 2      | ?           | ?          |
| C. Caniggia  | 23       | 10      | ?           | ?          | 1            | 0            | ?            | ?            | 5          | 0          | ?           | ?          | 29       | 10     | ?           | ?          |
| F. Catelli   | 11       | 1       | ?           | ?          | 3            | 0            | ?            | ?            | 1          | 0          | ?           | ?          | 15       | 1      | ?           | ?          |
| R. Contratto | 28       | 0       | ?           | ?          | 4            | 0            | ?            | ?            | 8          | 0          | ?           | ?          | 40       | 0      | ?           | ?          |
| T. De Patre  | 15       | 0       | ?           | ?          | 4            | 0            | ?            | ?            | 4          | 0          | ?           | ?          | 23       | 0      | ?           | ?          |
| Evair        | 32       | 10      | ?           | ?          | 3            | 2            | ?            | ?            | 6          | 2          | ?           | ?          | 41       | 14     | ?           | ?          |
| F. Ferron    | 34       | 0       | ?           | ?          | 1            | 0            | ?            | ?            | 8          | 0          | ?           | ?          | 43       | 0      | ?           | ?          |
| F. Maniero   | 6        | 0       | ?           | ?          | 2            | 1            | ?            | ?            | 0          | 0          | 0           | 0          | 8        | 1      | 0+          | 0+         |
| C. Maretti   | 0        | 0       | 0           | 0          | 1            | 0            | ?            | ?            | 0          | 0          | 0           | 0          | 1        | 0      | 0+          | 0+         |
| M. Monti     | 6        | 0       | ?           | ?          | 4            | 0            | ?            | ?            | 3          | 0          | ?           | ?          | 13       | 0      | ?           | ?          |
| E. Nicolini  | 27       | 2       | ?           | ?          | 3            | 0            | ?            | ?            | 5          | 2          | ?           | ?          | 35       | 4      | ?           | ?          |
| P. Orlandini | 5        | 0       | ?           | ?          | 0            | 0            | 0            | 0            | 2          | 0          | ?           | ?          | 7        | 0      | 0+          | 0+         |
| L. Pasciullo | 32       | 3       | ?           | ?          | 3            | 0            | ?            | ?            | 8          | 0          | ?           | ?          | 43       | 3      | ?           | ?          |
| C. Perrone   | 31       | 6       | ?           | ?          | 1            | 0            | ?            | ?            | 8          | 1          | ?           | ?          | 40       | 7      | ?           | ?          |
| D. Pinato    | 0        | 0       | 0           | 0          | 3            | 0            | ?            | ?            | 0          | 0          | 0           | 0          | 3        | 0      | 0+          | 0+         |
| M. Poloni    | 1        | 0       | ?           | ?          | 0            | 0            | 0            | 0            | 0          | 0          | 0           | 0          | 1        | 0      | 0+          | 0+         |
| S. Porrini   | 29       | 0       | ?           | ?          | 3            | 0            | ?            | ?            | 7          | 0          | ?           | ?          | 39       | 0      | ?           | ?          |
| D. Progna    | 31       | 0       | ?           | ?          | 4            | 0            | ?            | ?            | 8          | 0          | ?           | ?          | 43       | 0      | ?           | ?          |
| A. Rizzolo   | 1        | 0       | ?           | ?          | 1            | 0            | ?            | ?            | 2          | 0          | ?           | ?          | 4        | 0      | ?           | ?          |
| G. Strömberg | 20       | 2       | ?           | ?          | 3            | 0            | ?            | ?            | 3          | 0          | ?           | ?          | 26       | 2      | ?           | ?          |